# Anetz
Anetz [anɛ] est une ancienne commune de l'Ouest de la France, située dans le département de la Loire-Atlantique, en région Pays de la Loire, devenue le 1er janvier 2016, une commune déléguée de la commune nouvelle de Vair-sur-Loire.

## Géographie

Situation de la commune d'Anetz dans le département de la Loire-Atlantique.

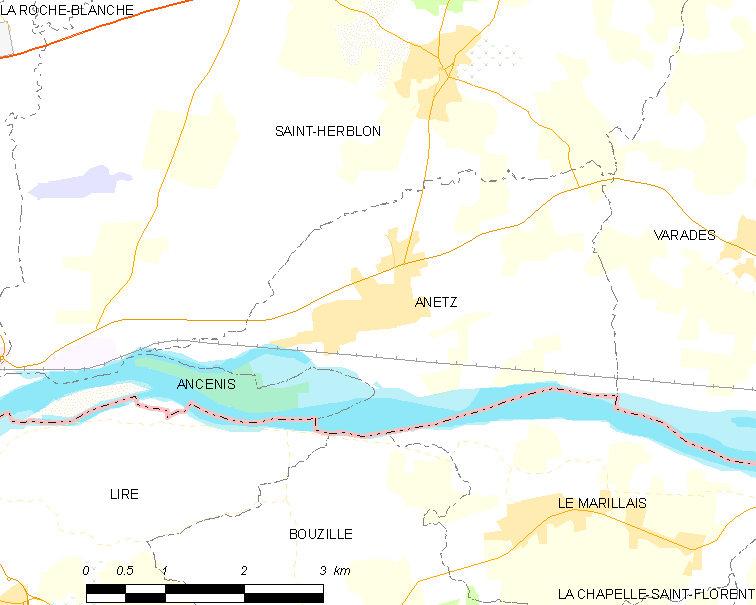
Carte des communes voisines d'Anetz.

|                    | Saint-Herblon      |                        |
| Ancenis            | Anetz              | Varades                |
| Loire Orée-d'Anjou | Loire Orée-d'Anjou | Loire Mauges-sur-Loire |

### Localisation
La commune est située sur la rive nord de la Loire, à 50 km à l'est de Nantes, 7 km à l'est d'Ancenis, 7 km à l'ouest de Varades et 47 km à l'ouest d'Angers.
Avant la création de la commune nouvelle de Vair-sur-Loire dont elle constitue la partie sud, ses communes limitrophes étaient Ancenis, Saint-Herblon et Varades en Loire-Atlantique, Liré, Le Marillais et Bouzillé en Maine-et-Loire.
Selon le classement établi par l'Insee en 1999, Anetz est une commune rurale monopolarisée qui fait partie de l'aire urbaine d'Ancenis et de l’espace urbain de Nantes-Saint-Nazaire (cf. Communes de la Loire-Atlantique).

### Topographie, géologie, relief et sismicité
Bien que située en limite du massif armoricain réputé source de mouvements sismiques, Anetz n'est pas répertoriée dans une zone dangereuse. Le risque sismique y est qualifié de faible,.

### Climat
Anetz est soumise à un climat de type océanique.
Les données certifiées concernant le climat d'Anetz les plus proches sont celles relevées à Nantes.

### Hydrographie
Le sud de la commune est bordé par la Loire. Une boire, appelée Boire Torse, qui prend naissance en amont au niveau de la commune du Fresne-sur-Loire, parcourt la commune d'est en ouest parallèlement au fleuve, et rejoint la Loire à l'extrémité ouest d'Anetz. Sur le territoire de la commune, la Loire forme deux îles : l'île Briand et l'île Bernardeau-Boire-Rousse (partagée avec la commune d'Ancenis).

## Urbanisme

### Villages et lieux-dits
La commune d'Anetz est formée des villages et lieux-dits : la Chaussée, les Cosniers, Bin-Boire, Belle-Croix, Breluce, de la Barbinière, du Fresne, de la Robinière, des Foucheries, de la Contrie et de la Paonnerie.

## Toponymie
Le nom de la localité est attesté sous les formes Arnet en 1104, Arnetz au XIIe siècle, Arnetum en 1219, Aznets en 1427, Anetz 1653, Anetz-sur-Loire au XXe siècle, et enfin Anetz[réf. nécessaire].
Le nom est peut-être issu d'un pré-latin *ar-n(eau) (cf. l'Arno en Italie, le basque aran (vallée), etc.), mais l'origine du suffixe reste obscure.
D'aucuns pensent que Anetz vient d'agneau (agnus en latin) car l'on trouve Anetz écrit Agnetz dans les anciens registres. D'autres prétendent qu'Anetz vient d'Asinus (dénomination qui aurait été donnée par les Païens des premiers siècles).
Anetz possède un nom en gallo, la langue d'oïl locale : Anette .

## Histoire

### Préhistoire et Antiquité
La mise au jour de mégalithes et d'outils façonnés dans la pierre ont permis de certifier l'occupation du site au Néolithique. Par la suite, Anetz a connu une présence romaine, attestée par la présence de vestiges dans le bourg actuel.

### Moyen Âge
En 1100, Anetz est sous la seigneurie de Samuel de Vair[réf. souhaitée]. Le fief principal en est « Le Plessis de Vair ».

### Temps modernes
Élevé au rang de comté par Lettres de décembre 1653 pour Charles de La Noue, Anetz passe aux mains de Claude de Cornulier, président au Parlement de Rennes.
En septembre 1683, celui-ci fait ériger le fief en marquisat avec Vair et Château-Frémont (à Saint-Herblon), Le Chaffaut et Savenières ,.

### Révolution française
La paroisse, devenue commune, subit les effets de la guerre de Vendée.

### Depuis leXIXesiècle
En 1869, le château du Plessis-de-Vair est vendu à la famille Yrigoyen.
Le 25 avril 1972 en fin d'après-midi, au lieu-dit la Boule-d'Or, un camion transportant des pommes percute frontalement une camionnette ramenant chez elles des ouvrières d'une usine de chaussures tuant 12 personnes, âgées de 16 à 50 ans. Cet accident provoquera une vive émotion dans la région.
Le 6 octobre 2015, après plusieurs mois de négociations, les communes d'Anetz et de Saint-Herblon conviennent de reconstituer une entité unique au sein d'une commune nouvelle baptisée Vair-sur-Loire afin de pallier la baisse programmée des dotations globales de fonctionnement versée par l'État durant les prochaine années. La création de la nouvelle commune doit être effective le 1er janvier 2016, entrainant la transformation des deux anciennes communes en « communes déléguées », décision entérinée par l'arrêté préfectoral du 29 octobre 2015.

## Politique et administration

### Circonscriptions administratives et électorales

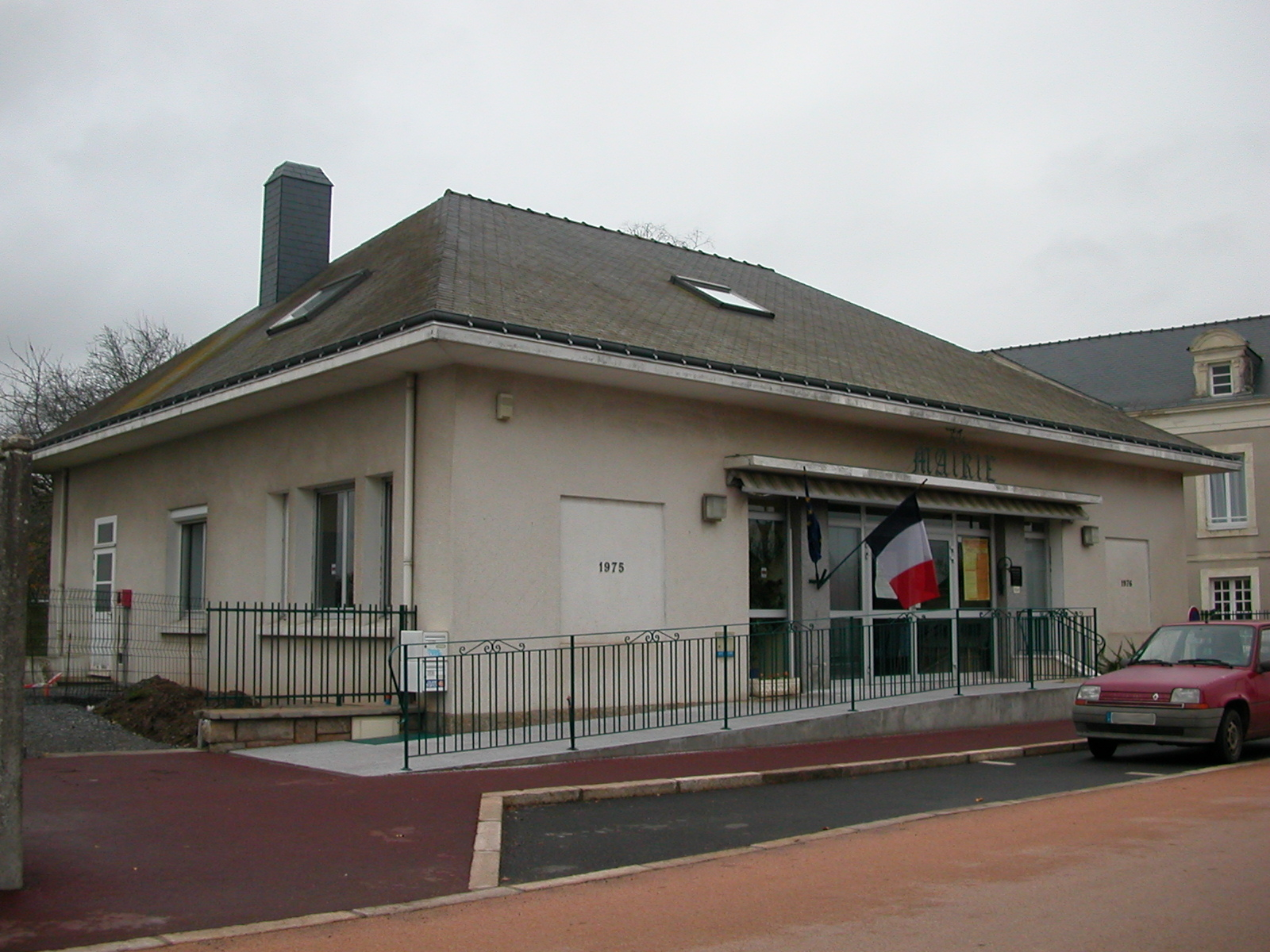
La mairie

Au sein de la région des Pays de la Loire, Anetz est dans le département de la Loire-Atlantique, et fait partie de l'arrondissement et du canton d'Ancenis. Concernant les élections législatives, la commune est incluse dans la 6e circonscription de la Loire-Atlantique.

### Liste des maires
| Période                                  | Période       | Identité          | Étiquette | Qualité                                                          |
| ---------------------------------------- | ------------- | ----------------- | --------- | ---------------------------------------------------------------- |
| Les données manquantes sont à compléter. |               |                   |           |                                                                  |
| 1792                                     | 1793          | Pierre Arnaud     |           |                                                                  |
| 1793                                     | 1808          | Philippe Baslande |           |                                                                  |
| 1808                                     | 1815          | Louis Hian        |           |                                                                  |
| 1815                                     | 1826          | Jean Davy         |           |                                                                  |
| 1826                                     | 1834          | Mathieu Outin     |           |                                                                  |
| 1834                                     | 1837          | Yves Janvret      |           |                                                                  |
| 1837                                     | 1837          | Jean Davy         |           |                                                                  |
| 1837                                     | 1858          | Clément Angebault |           |                                                                  |
| 1858                                     | 1863          | Pierre Aubry      |           |                                                                  |
| 1863                                     | 1874          | Auguste Gaudin    |           |                                                                  |
| 1874                                     | 1876          | Henri Rivière     |           |                                                                  |
| 1876                                     | 1879          | Auguste Gaudin    |           |                                                                  |
| 1879                                     | 1882          | Baptiste Hery     |           |                                                                  |
| 1882                                     | 1884          | Jacques Bellouin  |           |                                                                  |
| 1884                                     | 1888          | Ernest Denecheau  |           |                                                                  |
| 1888                                     | 1890          | Ludovic Paumard   |           |                                                                  |
| 1890                                     | 1894          | Auguste Gaudin    |           |                                                                  |
| 1894                                     | 1924          | Michel Blain      |           |                                                                  |
| 1924                                     | 1942          | Félix Aubry       |           |                                                                  |
| 1942                                     | mars 1959     | Édouard Berthelot |           |                                                                  |
| mars 1959                                | mars 1983     | Octave Gilardin   |           |                                                                  |
| mars 1983                                | mars 2008     | Marcel Orhon      | DVD       | Retraité, maire honoraire Président du SIVOM du canton d'Ancenis |
| mars 2008                                | décembre 2015 | Éric Lucas        | DVD       | Aviculteur                                                       |

### Liste des maires délégués
| Période      | Période  | Identité          | Étiquette | Qualité                                                  |
| ------------ | -------- | ----------------- | --------- | -------------------------------------------------------- |
| janvier 2016 | mai 2020 | Éric Lucas        | DVD       | Aviculteur Maire de Vair-sur-Loire (2016 → 2024)         |
| mai 2020     | En cours | Amélie Cornilleau |           | Professeure des écoles Maire de Vair-sur-Loire (2024 → ) |

## Population et société

### Démographie

#### Évolution démographique
L'évolution du nombre d'habitants est connue à travers les recensements de la population effectués dans la commune depuis 1793. À partir du 1er janvier 2009, les populations légales des communes sont publiées annuellement dans le cadre d'un recensement qui repose désormais sur une collecte d'information annuelle, concernant successivement tous les territoires communaux au cours d'une période de cinq ans. 
Pour les communes de moins de 10 000 habitants, une enquête de recensement portant sur toute la population est réalisée tous les cinq ans, les populations légales des années intermédiaires étant quant à elles estimées par interpolation ou extrapolation. Pour la commune, le premier recensement exhaustif entrant dans le cadre du nouveau dispositif a été réalisé en 2004,.
En 2013, la commune comptait 2 019 habitants, en évolution de +13,68 % par rapport à 2008 (Loire-Atlantique : +6,34 %, France hors Mayotte : +2,49 %).
| 1793 | 1800  | 1806  | 1821  | 1831  | 1836  | 1841  | 1846  | 1851  |
| ---- | ----- | ----- | ----- | ----- | ----- | ----- | ----- | ----- |
| 908  | 1 020 | 1 232 | 1 260 | 1 244 | 1 158 | 1 108 | 1 157 | 1 030 |

| 1856  | 1861  | 1866  | 1872 | 1876 | 1881 | 1886 | 1891 | 1896 |
| ----- | ----- | ----- | ---- | ---- | ---- | ---- | ---- | ---- |
| 1 038 | 1 030 | 1 003 | 890  | 889  | 879  | 903  | 846  | 804  |

| 1901 | 1906 | 1911 | 1921 | 1926 | 1931 | 1936 | 1946 | 1954 |
| ---- | ---- | ---- | ---- | ---- | ---- | ---- | ---- | ---- |
| 786  | 754  | 727  | 646  | 630  | 577  | 561  | 654  | 532  |

| 1962 | 1968 | 1975 | 1982  | 1990  | 1999  | 2004  | 2009  | 2013  |
| ---- | ---- | ---- | ----- | ----- | ----- | ----- | ----- | ----- |
| 604  | 687  | 955  | 1 211 | 1 285 | 1 368 | 1 449 | 1 872 | 2 019 |

#### Pyramide des âges
Les données suivantes concernent l'année 2013 (la plus récente pour laquelle l'Insee a pu analyser les données) ; Anetz est alors une commune à part entière du département de la Loire-Atlantique.
Sa population est alors relativement jeune. Le taux de personnes d'un âge supérieur à 60 ans (17,1 %) est en effet inférieur au taux national (22,6 %) et au taux départemental (22,5 %),,.
Contrairement aux répartitions nationale et départementale, la population masculine de la commune est supérieure à la population féminine (50,2 % contre 48,4 % au niveau national et 48,7 % au niveau départemental),,.
| Hommes | Classe d’âge | Femmes |
| ------ | ------------ | ------ |
| 0,1    | 90 ans ou +  | 0,2    |
| 4,4    | 75 à 89 ans  | 3,7    |
| 12,9   | 60 à 74 ans  | 12,9   |
| 16,6   | 45 à 59 ans  | 17,5   |
| 25,7   | 30 à 44 ans  | 24,6   |
| 13,4   | 15 à 29 ans  | 14,5   |
| 27,1   | 0 à 14 ans   | 26,7   |

| Hommes | Classe d’âge | Femmes |
| ------ | ------------ | ------ |
| 0,4    | 90 ans ou +  | 1,3    |
| 5,8    | 75 à 89 ans  | 9,1    |
| 13,5   | 60 à 74 ans  | 14,6   |
| 19,6   | 45 à 59 ans  | 19,2   |
| 20,8   | 30 à 44 ans  | 19,6   |
| 19,4   | 15 à 29 ans  | 17,7   |
| 20,5   | 0 à 14 ans   | 18,5   |

### Enseignement
La commune compte deux établissements d'enseignement primaire : l'école publique La Fontaine, qui accueille 180 élèves en 2014, et l'école privée maternelle et élémentaire Notre-Dame, qui compte 114 élèves en 2014. Elles dépendent de l'académie de Nantes.

### Équipements municipaux
- Bibliothèque[27].
- Salle polyvalente[27].
- Salle des Ormeaux[27] (à destination des associations locales).
- Salle des sports de la Cour[28].
- La création d'un écomusée sur l'histoire du val d'Anetz est en projet ; il devrait être installée dans l'ancienne forge du bourg[29].

### Cultes
Le seul lieu de culte présent sur le territoire de la commune est l'église catholique Saint-Clément ; Anetz se trouve sur le territoire de la paroisse Saint-Benoît en Val-de-Loire, dont le siège se situe à Varades.

## Culture locale et patrimoine

### Lieux et monuments
- Le château du Plessis-de-Vair, construit au XVIIe et XVIIIe siècles, a été inscrit au titre des monuments historiques en 1980 et 2003[31].
- La Grange : lieu-dit où se situe une ancienne grange du Moyen Âge faisant partie d'un ancien prieuré cistercien, qui dépendait de l'abbaye de Pontron à Belligné[32].
- Trois moulins à eau.
- Le séquoia géant du bourg.
- Les rives de la Loire.
- La Boire Torse (ancien bras de la Loire).
- Marais de Grée et marais de Méron.

Le château du Plessis de Vair
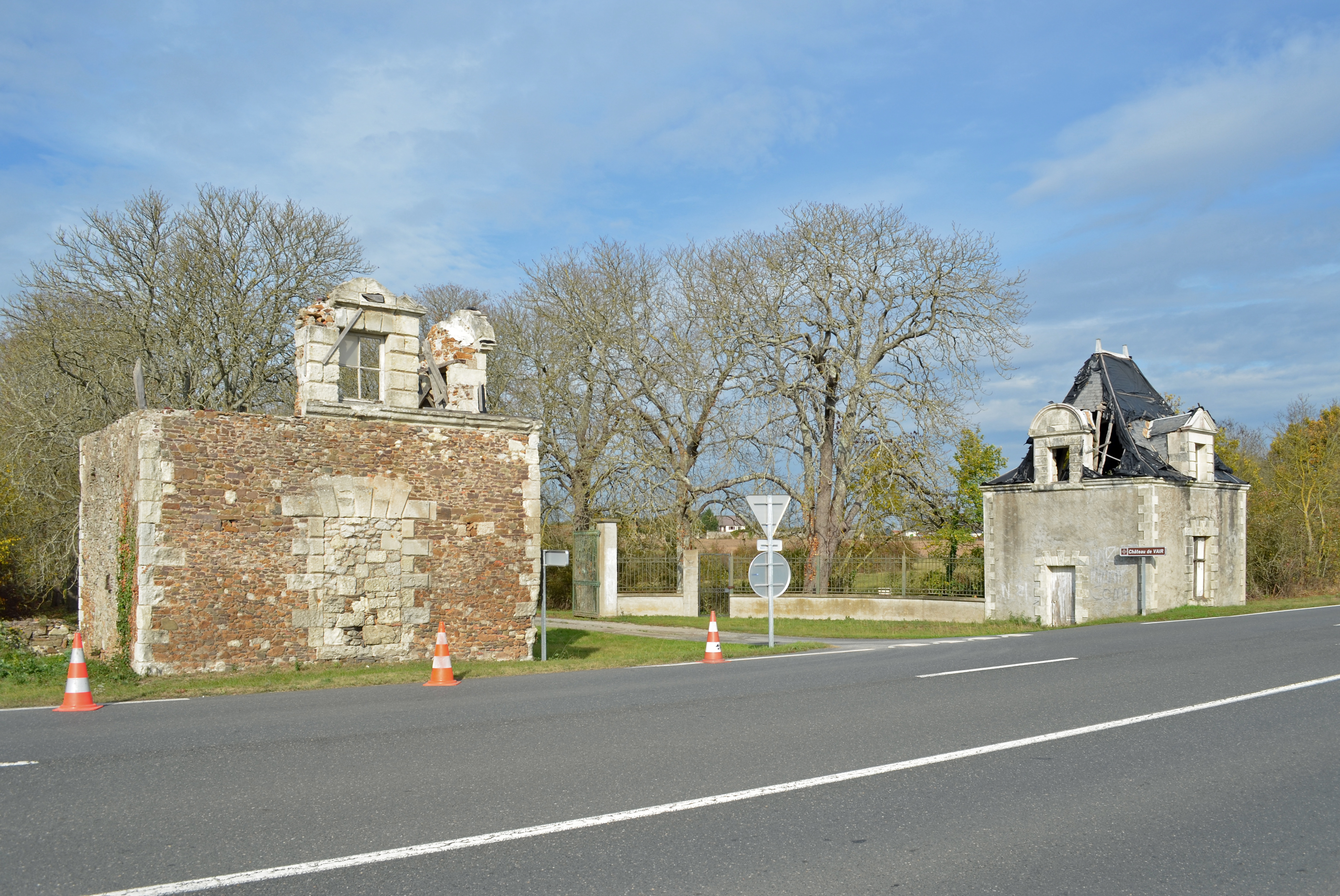
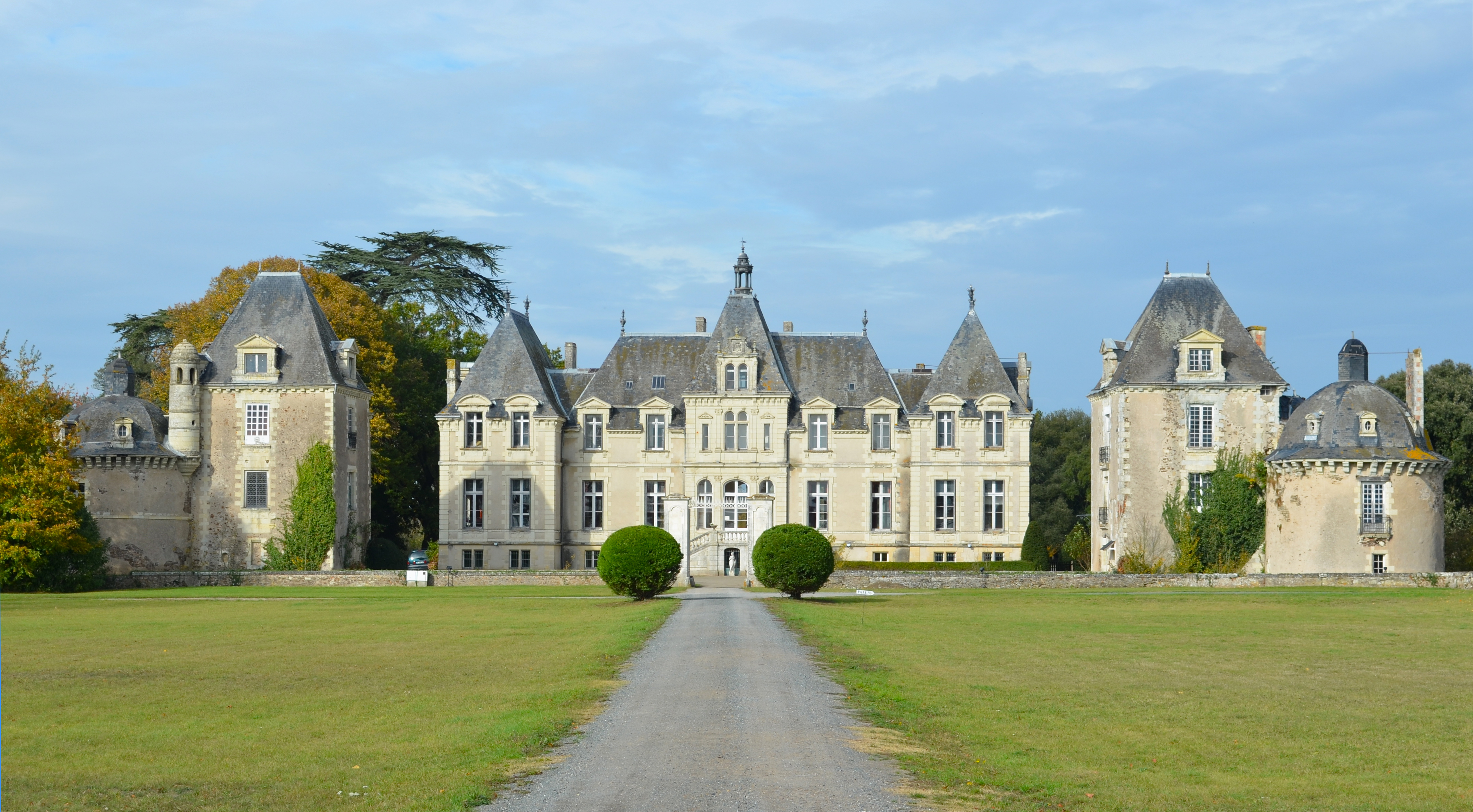
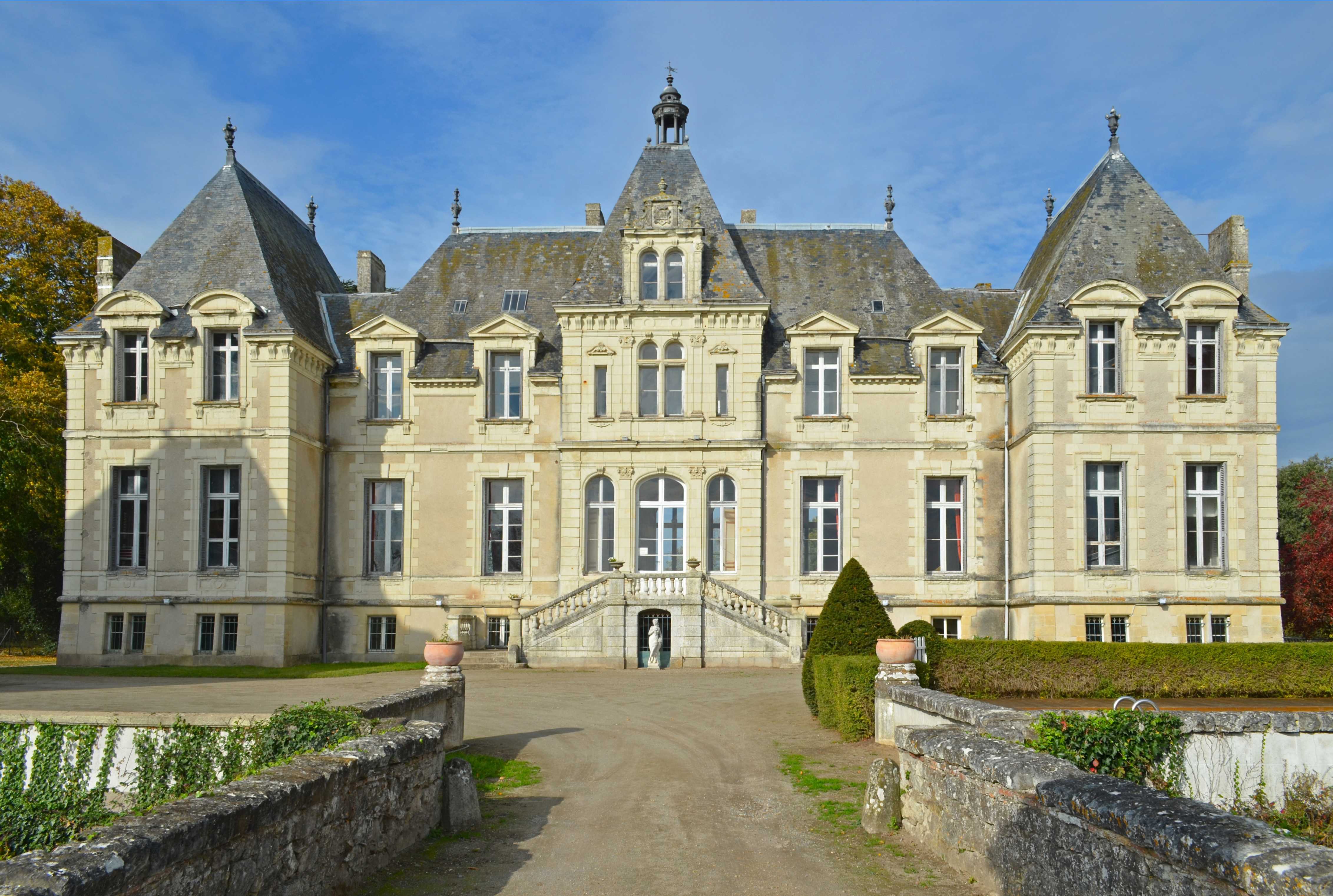
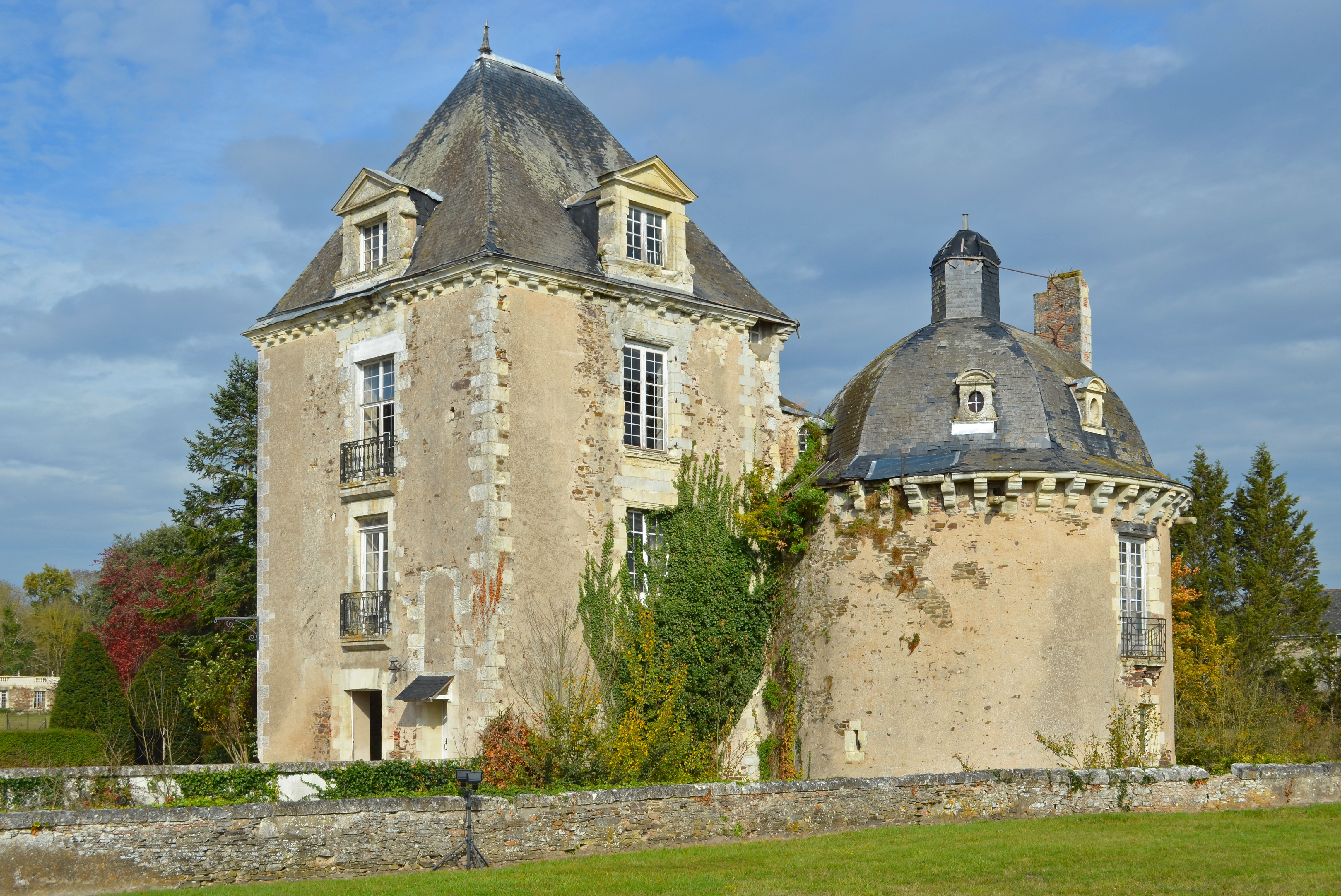
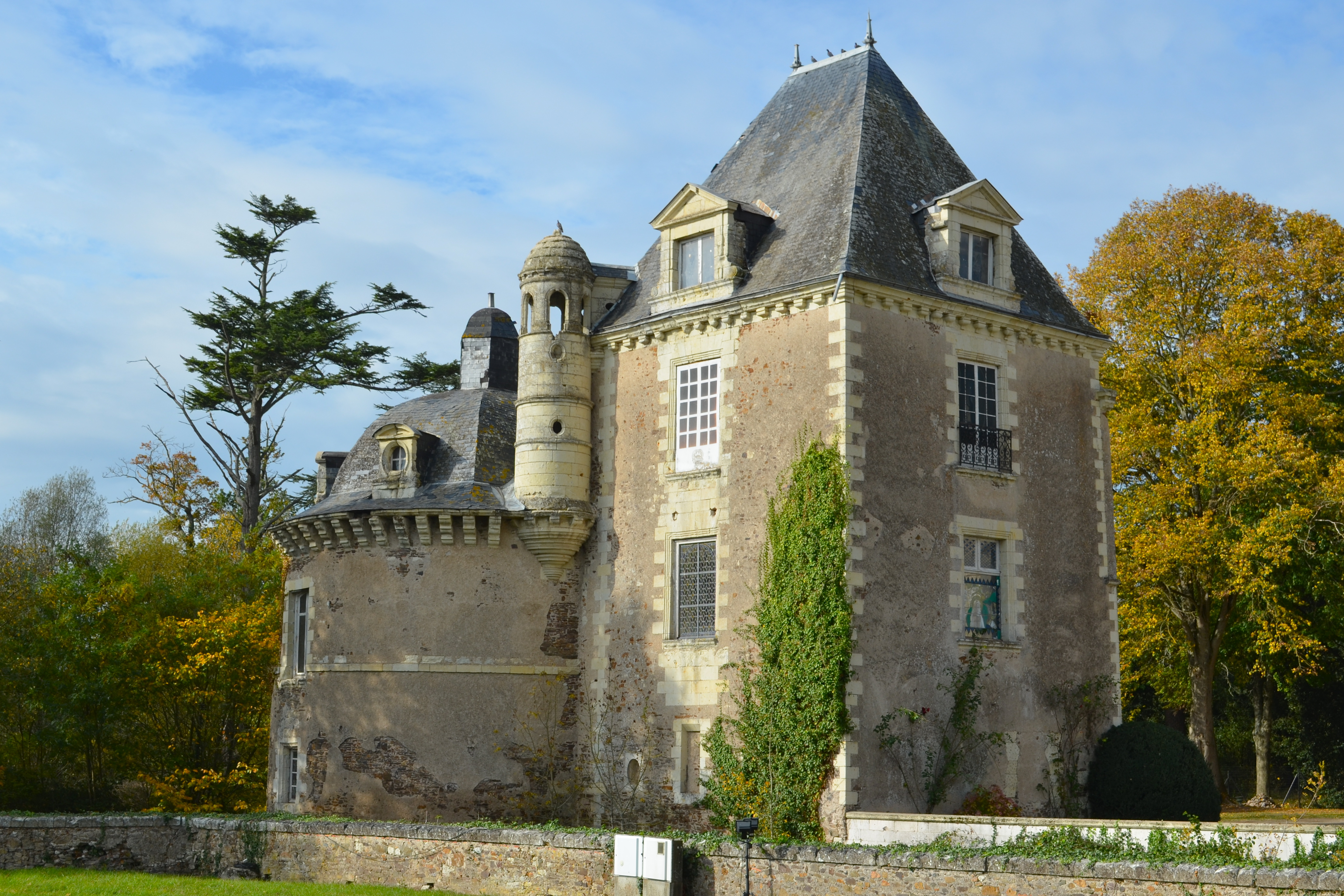

### Héraldique

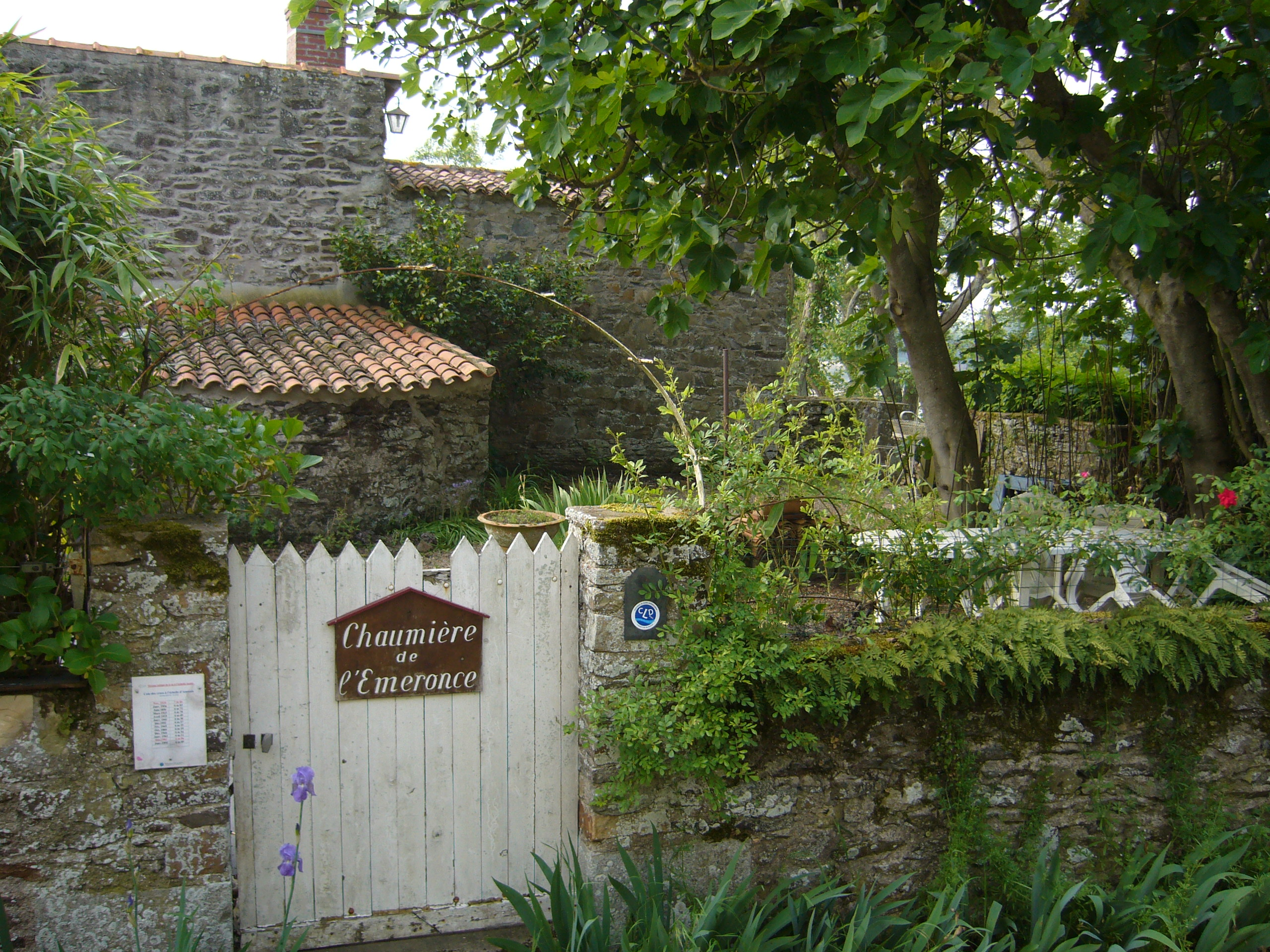
L'Emeronce où vécut Hervé Bazin de 1959 à 1960.

| Blason | Blasonnement : Équipolé de gueules et d'argent. Commentaires : Armes de l'ancienne seigneurie de Vair, telles qu'elles figurent sur un sceau de 1240. Blason (délibération municipale du 15 septembre 1977 et 21 septembre 1977) enregistré le 15 novembre 1978. |

### Personnalités liées à la commune
- Claude de Cornulier (1633-1700), conseiller de Louis XIV, président du Parlement de Bretagne s'installa au château du Plessis de Vair en 1664, où il devint marquis en 1683 sur ordonnance royale[33].
- Hervé Bazin écrivit son roman Au nom du fils en s'inspirant du paysage et de la maison familiale, l'Emeronce, située au bord du fleuve, au lieu-dit les Cosniers.